# شهر تاریخی سیروان
شهر تاریخی سیروان مربوط به دوره ساسانیان - دوران‌های تاریخی پس از اسلام است و در شهرستان سیروان، روستای سراب کلان واقع شده و این اثر در تاریخ ۱۰ مهر ۱۳۸۰ با شمارهٔ ثبت ۴۱۶۵ به‌عنوان یکی از آثار ملی ایران به ثبت رسیده است.
این شهر مرکز ولایت «ماسَبَذان» بوده است.